# Bert Sumser
Albert „Bert“ Sumser (* 3. Oktober 1913 in Finsterbergen; † 22. August 2009 in Riedenburg) war als Absolvent der Reichsakademie für Leibesübungen als Diplom-Sportlehrer ein deutscher Leichtathletiktrainer.

## Als Athlet

### Erfolge
- 1936 und 1937: Deutscher Meister (olympische Staffel) mit den Stuttgarter Kickers
- 1937: 2. Platz Universitäts-Weltspiele (olympische Staffel), Teilnehmer der Universitäts-Weltspiele (200 m)

## Als Trainer

### Trainerstationen
Nach dem Krieg begann er seine hauptberufliche Trainerkarriere beim CSV Marathon Krefeld, den er dreimal zur Deutschen Meisterschaft (1951–53) in der 4-mal-400-Meter-Staffel und Hans Geister zur Bronzemedaille bei den Olympischen Spielen 1952 führte. Der Diplom-Sportlehrer war sodann von 1954 bis 1974 Cheftrainer bei Bayer 04 Leverkusen, wo er auch als Handballtrainer arbeitete. Zwischen 1956 und 1962 war er Bundestrainer für den Mittelstreckenlauf (u. a. 1500-Meter-Läufer Günther Dorow) und im Männersprint zwischen 1964 und 1970 sowie von 1972 und 1974.
Weitere Vereine waren:
- Stuttgarter Kickers
- Spielgemeinschaft Stuttgart
- SG Köpenick
- SC Charlottenburg
- Berliner Sport-Club
- MTV Ingolstadt (ab 1980)

Sumser führte Armin Hary zu Weltrekord und Olympiasieg, betreute Kurt Bendlin bei dessen Zehnkampfweltrekord 1967 und trainierte unter anderem auch Willi Holdorf, Claus Schiprowski, Gerhard Hennige und Heidi Schüller. Er verstarb am 22. August 2009 in einem Altersheim in Riedenburg, wo er seine letzten Lebensjahre verbracht hatte.

### Trainingsmethodik
Sumser gehörte wie die Trainer der Vorkriegszeit zu denen, die hohe Trainingsintensität mit Rhythmisierungsfähigkeit und Bewegungsökonomie kombinierten. Sprintern vermittelte er die Fähigkeit, im Training eine supraschnelle Koordination der Bewegung (durch Bergabläufe, Sprints auf der Stelle etc.) zu erzielen, um so die Informationsverarbeitungskapazität zu steigern. Bei Mittelstrecklern achtete er darauf, dass sie alle Trainingsbelastungen (auch u. a. beim Krafttraining) über eine Zeit aufrechterhalten konnten, die der Wettkampfdauer entsprach.

### Ehrungen
- 1962: DLV-Nadel in Silber
- 1966: DLV-Nadel in Gold
- 1975: Carl-Diem-Schild
- 1989: Bundesverdienstkreuz am Bande
- 1991: Hanns-Braun-Gedächtnispreis